# Fred (cầu thủ bóng đá, sinh năm 1993)
Frederico Rodrigues de Paula Santos hay Fred (sinh ngày 5 tháng 3 năm 1993) là cầu thủ bóng đá chuyên nghiệp người Brasil hiện nay chơi ở vị trí tiền vệ cho câu lạc bộ Fenerbahçe tại Süper Lig và Đội tuyển bóng đá quốc gia Brasil.
Fred bắt đầu sự nghiệp của mình tại câu lạc bộ Brasil Internacional, nơi anh đã giành được 2 danh hiệu Campeonato Gaúcho. Tháng 6 năm 2013, anh chuyển sang thi đấu cho Shakhtar Donetsk. Sau 5 mùa giải chơi bóng tại Donetsk, anh cùng đội bóng giành được 3 chức vô địch Giải bóng đá Ngoại hạng Ukraina. Năm 2018, Fred ký hợp đồng với Manchester United. 
Fred đã đại diện cho Brasil ở cấp độ U-20, trước khi có trận ra mắt đội tuyển quốc gia vào tháng 11 năm 2014. Anh là thành viên của đội tuyển Brasil tham dự Copa América 2015, World Cup 2018 và Copa América 2021.

## Sự nghiệp câu lạc bộ

### Internacional
Sinh ra ở Belo Horizonte, Fred trải qua sáu năm tuổi thơ tại câu lạc bộ địa phương Atlético Mineiro, trước khi gia nhập Porto Alegre năm 2009. Một năm sau, anh gia nhập Internacional. Ban đầu anh đại diện cho câu lạc bộ ở nhiều cấp độ trẻ khác nhau và giúp họ giành được sáu danh hiệu trong năm 2010, bao gồm Copa Santiago và Copa FGF. Anh ra mắt chuyên nghiệp ở tuổi 18 vào ngày 26 tháng 1 năm 2012, trước Cerâmica ở Campeonato Gaúcho. Anh ghi bàn thắng đầu tiên trong sự nghiệp bóng đá chuyên nghiệp vào ngày 18 tháng 7 năm 2012, trong trận đấu Série A với câu lạc bộ cũ Atlético Mineiro. Nhìn chung, anh ấy đã ghi 8 bàn sau 55 lần ra sân cho Internacional và hai lần vô địch Campeonato Gaúcho

### Shakhtar Donetsk
Vào ngày 26 Tháng 6 năm 2013, Fred ký hợp đồng với đội bóng Shakhtar Donetsk của Ukraina trong một thỏa thuận trị giá 15 triệu €. Anh lập một cú đúp ngay trong trận ra mắt tại Siêu cúp Ucraina, giúp đội bóng thắng Chornomorets Odesa với tỷ số 3–1. Kể từ đó, Fred là gương mặt thường xuyên xuất hiện ở đội hình của Shakhtar Donetsk, giúp câu lạc bộ này giành được 3 danh hiệu vô địch quốc gia, 3 Cúp quốc gia và 4 Siêu cúp Ukraina, cũng như chơi ở cả Champions League và Europa League.
Trong cuộc khủng hoảng Ukraina, Fred là một trong sáu cầu thủ Shakhtar từ chối trở lại Donetsk vào tháng 7 năm 2014 sau trận giao hữu trước mùa giải với Olympique Lyonnais tại Pháp. Vài ngày sau, anh trở lại Ukraina sau khi câu lạc bộ chuyển các buổi tập đến Kiev.
Ngày 21 tháng 2 năm 2018, Fred đã ghi bàn thắng đầu tiên của mình ở đấu trường UEFA Champions League trong trận lượt đi vòng 1/8 với Roma, giúp câu lạc bộ đánh bại đối thủ với tỷ số 2–1. Mùa giải 2017–18, Fred đã ra sân tổng cộng 37 trận (3257 phút), ghi được 4 bàn và đóng góp 7 đường kiến tạo trên tất cả mọi đấu trường. Hợp đồng của Fred với Shakhtar Donetsk còn thời hạn tới năm 2021. Trong 5 mùa giải thi đấu tại đây, anh đã ra sân tổng cộng 101 lần.

### Manchester United
2018–2019: Chuyển nhượng và các trận đầu tiên
Vào ngày 5 tháng 6 năm 2018, câu lạc bộ Manchester United đã đạt được thỏa thuận ký hợp đồng với Fred với mức phí được báo cáo là 47 triệu bảng. Anh ấy đã đồng ý một hợp đồng 5 năm với tùy chọn gia hạn thêm một năm. Fred hình thành mối quan hệ hợp tác ở hàng tiền vệ với Scott McTominay, mối quan hệ này sau này được giới truyền thông và người hâm mộ bóng đá gọi là mối quan hệ hợp tác 'McFred'.
Vào ngày 11 tháng 8, anh ra mắt câu lạc bộ trong chiến thắng 2-1 trước Leicester City trong trận đấu đầu tiên của mùa giải. Fred ghi bàn thắng đầu tiên cho United trước Wolverhampton Wanderers vào ngày 22 tháng 9 năm 2018, trong trận hòa 1-1 trên sân nhà.
2019–2021
Vào ngày 7 tháng 12 năm 2019, Fred bị các cổ động viên Manchester City cáo buộc có hành vi phân biệt chủng tộc trong trận derby Manchester. Vào ngày 27 tháng 2 năm 2020, Fred ghi hai bàn và kiến tạo một bàn khác trong trận đấu thuộc vòng 32 đội UEFA Europa League của United với Club Brugge, trận đấu mà họ thắng với tỷ số chung cuộc 5–0 và 6–1.
Vào ngày 2 tháng 2 năm 2021, Fred đã chơi trọn vẹn 90 phút trong chiến thắng 9–0 trên sân nhà của Manchester United tại Premier League trước Southampton. Vào ngày 11 tháng 4 năm 2021, Fred ghi bàn thắng gỡ hòa ở phút thứ 57 trong trận đấu tại Giải bóng đá Ngoại hạng Anh của Manchester United với Tottenham Hotspur, trận đấu mà Quỷ đỏ giành chiến thắng 3–1, sau khi Son Heung-min của Spurs ghi bàn ở phút thứ 40 của trận đấu.
2021–2022
Vào ngày khai mạc của Giải bóng đá ngoại hạng Anh 2021–22, Fred đã ghi bàn thắng thứ năm cho Manchester United trong chiến thắng 5–1 trước Leeds United, với một pha kiến tạo của Paul Pogba. Sau đó, anh đá phản lưới nhà trong trận hòa 1-1 trước Southampton bằng cách cản phá cú sút của Ché Adams. Vào ngày 5 tháng 12 năm 2021, anh ghi bàn thắng ấn định chiến thắng 1-0 cho Manchester United trước Crystal Palace. Fred ghi bàn thắng này bên ngoài vòng cấm bằng chân phải yếu hơn, trong trận đấu đầu tiên của Ralf Rangnick với tư cách là huấn luyện viên Manchester United. Vào ngày 20 tháng 2 năm 2022, Fred ghi bàn thắng thứ ba trong chiến thắng 4–2 của Manchester United trước Leeds United.
2022–2023
Vào ngày 20 tháng 12 năm 2022, hợp đồng của Fred với câu lạc bộ được gia hạn đến năm 2024. Dưới sự dẫn dắt của huấn luyện viên Erik ten Hag, Fred thường được mô tả là đang ở phong độ tốt nhất trong sự nghiệp của mình.
Vào ngày 23 tháng 2 năm 2023, anh ghi bàn thắng đầu tiên cho đội Manchester United trong chiến thắng 2-1 trước Barcelona ở trận lượt về vòng play-off loại trực tiếp Europa League. Vào ngày 26 tháng 2, anh ấy đã giành được Cúp EFL 2022–23 với Manchester United. Vào ngày 12 tháng 8, Fred tuyên bố ra đi sau 5 năm gắn bó với câu lạc bộ.
Fenerbahçe
Vào ngày 13 tháng 8 năm 2023, đội bóng Thổ Nhĩ Kỳ Süper Lig Fenerbahçe thông báo về việc ký hợp đồng với Fred trong hợp đồng 4 năm với mức phí 9,74 triệu euro.

## Sự nghiệp quốc tế
Fred ra mắt đội tuyển quốc gia Brasil vào ngày 12 tháng 11 năm 2014, khi vào sân thay người trong chiến thắng 4–0 trước Thổ Nhĩ Kỳ tại Istanbul.
Do tiền vệ Luiz Gustavo bị chấn thương, Fred được triệu tập vào đội hình của Brasil tham dự Copa América 2015 tại Chile. Anh góp mặt 2 trận ở vòng bảng giúp đội nhà lọt vào vòng tứ kết.
Vào tháng 5 năm 2018, anh có tên trong danh sách 23 cầu thủ Brasil tham dự vòng chung kết World Cup 2018 tại Nga.

## Phong cách thi đấu
Fred hoạt động như một tiền vệ "box-to-box" nhưng cũng có thể đá cánh. Anh thi đấu linh hoạt và đã phát triển vượt bậc dưới bàn tay của Huấn luyện viên Fonseca. Vào tháng 9 năm 2016, Fred chia sẻ trên trang Football.ua:
"Fonseca cho phép tôi chơi tấn công và cả phòng thủ. Nhiệm vụ chính của tôi là thay đổi hướng tấn công của đội."
Cầu thủ người Brasil được đánh giá là một người thông minh nhưng cũng giàu sức mạnh. Anh có khả năng cướp bóng và tắc bóng chính xác để hỗ trợ phòng ngự. Nhưng đồng thời, Fred cũng có thể tung ra những đường chuyền dọn cỗ thông minh hay những cú sút xa hiểm hóc để hỗ trợ tấn công.
Fred được đánh giá là "Fernandinho mới" nhưng thậm chí còn toàn diện hơn. Tuy nhiên, anh vẫn còn non và không giữ được cái đầu lạnh. Fred xông xáo và cũng thường bị phạt thẻ nhiều hơn so với Fernandinho. Một nhà báo Ukraina chia sẻ đôi khi Fred cũng mất tập trung và không phải lúc nào cũng phản ứng lại đủ nhanh mỗi lần mất bóng. Nhưng trong tương lai, anh có thể cải thiện khía cạnh này.

## Trường hợp dính Doping
Fred thử nghiệm dương tính với thuốc lợi tiểu hydrochlorothiazide trong một mẫu được thu thập tại giải Copa América 2015. Anh ban đầu bị đình chỉ cấm thi đấu cho đội tuyển Brasil trong một năm bởi Conmebol, với hình phạt chỉ liên quan đến các trận đấu trông khuôn khổ lục địa. Tuy nhiên, vào tháng 3 năm 2017, FIFA quyết định lệnh cấm của Fred sẽ được mở rộng trên toàn thế giới. Cuối cùng, anh được bỏ lệnh cấm thi đấu cho đội tuyển Brasil cho đến hết tháng 7 năm 2017.

## Thống kê sự nghiệp

### Câu lạc bộ
Tính đến các trận đấu vào ngày 26 tháng 5 năm 2021
| Câu lạc bộ          | Mùa giải            | Giải đấu                 | Giải đấu | Giải đấu | Cúp quốc gia | Cúp quốc gia | Cúp liên đoàn | Cúp liên đoàn | Lục địa | Lục địa | Giải khác | Giải khác | Tổng cộng | Tổng cộng |
| Câu lạc bộ          | Mùa giải            | Hạng đấu                 | Trận     | Bàn      | Trận         | Bàn          | Trận          | Bàn           | Trận    | Bàn     | Trận      | Bàn       | Trận      | Bàn       |
| ------------------- | ------------------- | ------------------------ | -------- | -------- | ------------ | ------------ | ------------- | ------------- | ------- | ------- | --------- | --------- | --------- | --------- |
| Internacional       | 2012                | Série A                  | 28       | 6        | 0            | 0            | —             | —             | 0       | 0       | 5         | 0         | 33        | 6         |
| Internacional       | 2013                | Série A                  | 5        | 1        | 2            | 0            | —             | —             | 0       | 0       | 15        | 1         | 22        | 2         |
| Internacional       | Tổng cộng           | Tổng cộng                | 33       | 7        | 2            | 0            | —             | —             | 0       | 0       | 20        | 1         | 55        | 8         |
| Shakhtar Donetsk    | 2013–14             | Ukrainian Premier League | 23       | 2        | 3            | 0            | —             | —             | 4       | 0       | 1         | 2         | 31        | 4         |
| Shakhtar Donetsk    | 2014–15             | Ukrainian Premier League | 22       | 1        | 6            | 0            | —             | —             | 7       | 0       | 0         | 0         | 35        | 1         |
| Shakhtar Donetsk    | 2015–16             | Ukrainian Premier League | 12       | 2        | 0            | 0            | —             | —             | 10      | 0       | 1         | 0         | 23        | 2         |
| Shakhtar Donetsk    | 2016–17             | Ukrainian Premier League | 18       | 2        | 0            | 0            | —             | —             | 10      | 1       | 1         | 0         | 29        | 3         |
| Shakhtar Donetsk    | 2017–18             | Ukrainian Premier League | 26       | 3        | 3            | 0            | —             | —             | 8       | 1       | 0         | 0         | 37        | 4         |
| Shakhtar Donetsk    | Tổng cộng           | Tổng cộng                | 101      | 10       | 12           | 0            | —             | —             | 39      | 2       | 3         | 2         | 156       | 14        |
| Manchester United   | 2018–19             | Premier League           | 17       | 1        | 1            | 0            | 1             | 0             | 6       | 0       | —         | —         | 25        | 1         |
| Manchester United   | 2019–20             | Premier League           | 29       | 0        | 6            | 0            | 4             | 0             | 9       | 2       | —         | —         | 48        | 2         |
| Manchester United   | 2020–21             | Premier League           | 30       | 1        | 3            | 0            | 3             | 0             | 12      | 0       | —         | —         | 48        | 1         |
| Manchester United   | Tổng cộng           | Tổng cộng                | 76       | 2        | 10           | 0            | 8             | 0             | 27      | 2       | —         | —         | 121       | 4         |
| Tổng cộng sự nghiệp | Tổng cộng sự nghiệp | Tổng cộng sự nghiệp      | 210      | 19       | 24           | 0            | 8             | 0             | 66      | 4       | 23        | 4         | 331       | 27        |

1. ↑  Bao gồm Campeonato Gaúcho và Ukrainian Super Cup

### Quốc tế
Tính đến ngày 9 tháng 12 năm 2022.
| Brasil    | Brasil  | Brasil    |
| Năm       | Số trận | Bàn thắng |
| --------- | ------- | --------- |
| 2014      | 2       | 0         |
| 2015      | 4       | 0         |
| 2016      | 0       | 0         |
| 2017      | 0       | 0         |
| 2018      | 5       | 0         |
| 2021      | 11      | 0         |
| 2022      | 10      | 0         |
| Tổng cộng | 32      | 0         |

## Danh hiệu

### Câu lạc bộ

#### Internacional[13]
- Campeonato Gaúcho: 2012, 2013

#### Shakhtar Donetsk[13]
- Ukrainian Premier League: 2013–14, 2016–17, 2017–18
- Ukrainian Cup: 2017–18
- Ukrainian Super Cup: 2013, 2014, 2015, 2017

#### Manchester United
- EFL Cup: 2022–23[15]
- UEFA Europa League: Á quân 2020–21[16]

### Brazil
- Copa América: Á quân 2021

### Cá nhân
- Đội hình tiêu biểu UEFA Europa League: 2019–20